# Haworthia pallidifolia
Haworthia pallidifolia är en grästrädsväxtart som först beskrevs av Gerald Graham Smith, och fick sitt nu gällande namn av M. Hayashi. Haworthia pallidifolia ingår i släktet Haworthia och familjen grästrädsväxter. Inga underarter finns listade i Catalogue of Life.